# Martial Mbandjock
Pour les articles homonymes, voir Mbandjock.
Martial Mbandjock (né le 14 octobre 1985 à Roubaix) est un athlète français spécialiste du 100 et du 200 mètres.

## Carrière sportive

### Les débuts
Martial Mbandjock a fait ses études au lycée St Vincent de Paul de Loos (59), là où son potentiel a été découvert. Martial Mbandjock fait ses débuts sur la scène internationale à l'occasion des Championnats du monde junior d'athlétisme 2004 de Grosseto, se classant cinquième de sa demi-finale du 200 mètres. Il remporte cette même année le titre junior des Championnats de France. 
En 2007, l'athlète français termine deuxième du relais 4 × 100 m de la Coupe d'Europe des nations d'athlétisme 2007 dans le temps de 38 secondes 40. Lors des Championnats de France de Niort, il survole les séries du 100 mètres en réalisant notamment 10 s 21 (vent trop favorable de 2,5 m/s), mais ne court qu'une trentaine de mètres en finale, en raison de crampes. Le 13 juillet 2007, Martial Mbandjock remporte la médaille de bronze du 100 mètres des Championnats d'Europe espoirs de Debrecen en 10 s 27, un jour après avoir amélioré son record personnel en demi-finale avec le temps de 10 s 16. Sélectionné en équipe de France pour participer aux Championnats du monde d'Osaka, il quitte la compétition dès les quarts de finale après avoir réalisé un modeste 10 s 39 sur 100 mètres. Licencié jusqu'en 2007 au Lille Métropole Athlétisme (auparavant à l'ASPTT Lille Métropole), il décide de rejoindre la structure du Lagardère Paris Racing aux côtés de l'entraineur Guy Ontanon.

### 2008 et 2009: la confirmation
En 2008, Martial Mbandjock améliore son record personnel du 100 mètres à l'occasion des Championnats de France d'Albi avec le temps de 10 s 06, obtenant à l'occasion son premier titre national en catégorie élite, et son billet pour les Jeux olympiques de 2008. À Pékin, le Français passe les deux premiers tours du 100 m après avoir réalisé successivement 10 s 26 et 10 s 16 en séries, et termine huitième et dernier de sa demi-finale avec le temps de 10 s 18. Aligné également dans l'épreuve du relais 4 × 100 mètres, il quitte la compétition dès les séries (6e en 39 s 53). En fin de saison 2008, le sprinteur français décide de donner une nouvelle orientation à sa carrière en quittant le Lagardère Paris Racing pour rejoindre aux États-Unis le « Team HSI » de John Smith, entraineur ayant notamment participé aux succès des athlètes Maurice Greene ou Marie-José Pérec. 
En juin 2009, Mbandjock se classe 4e du 100 m et 2e du 200 m des Championnats d'Europe d'athlétisme par équipes de Leiria, avant de s'adjuger quelques jours plus tard la médaille d'or du 100 m des Jeux méditerranéens. Le 26 juin, il remporte le 100 m du meeting de Nancy, avec un temps de 10 s 11. Le 1er juillet, il gagne le 100 m des Jeux Méditerranéens à Pescara en 10 s 15. Fin juillet, il remporte la finale du 200 m des Championnats de France d'Angers avec le temps 20 s 58, réalisant la meilleure performance de sa carrière sur la distance. Sélectionné dans les deux épreuves de sprint court pour les Championnats du monde de Berlin en août, il fait partie des quatre seuls athlètes européens (avec les britanniques Tyrone Edgar et Dwain Chambers et le Norvégien Jaysuma Saidy Ndure) à se hisser en demi-finales du 100 m. Il y prend la sixième place en 10 s 18. Sur 200 m, le Français se qualifie également pour l'avant-dernier tour, mais malgré son temps de 20 s 43 (record personnel), il ne termine que cinquième de la course et est éliminé.

### 2010, année payante

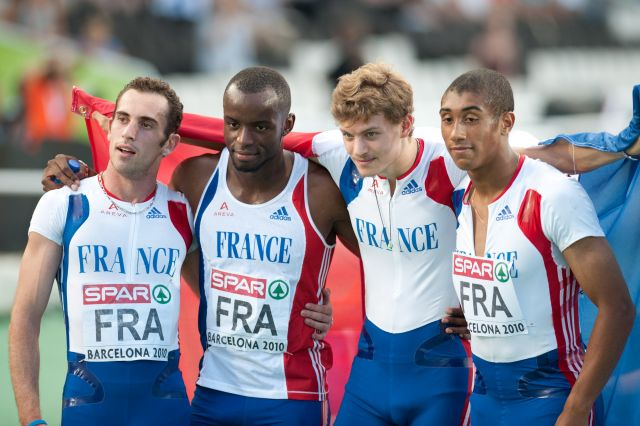
Martial Mbandjock (2 en partant de la gauche) après sa victoire sur 4 × 100 m aux Championnats d'Europe 2010.

Martial Mbandjock lance sa saison 2010 en s'alignant sur le 100 m de la réunion de Baie-Mahault, en Guadeloupe. Auteur de la deuxième meilleure performance de sa carrière sur la distance en 10 s 14 (vent -0,6 m/s), il devance notamment l'Antiguais Daniel Bailey et les Américains Mike Rodgers et Shawn Crawford. Le 10 juin, il réalise une course de 100 mètres en 10 s 09 au meeting d'athlétisme de Rome, confirmant sa bonne rentrée. Le 20 juin, le Français remporte le 200 m des Championnats d'Europe par équipes de Bergen avec le temps de 20 s 55, puis établit une semaine plus tard la meilleure performance européenne de l'année en 20 s 38, améliorant de cinq centièmes de seconde son record personnel et réussissant les minimas qualificatifs pour les Championnats d'Europe de Barcelone.
Le 9 juillet 2010, au cours des championnats de France où il finit à la seconde place du 100 m, il réalise son deuxième meilleur chrono sur la distance reine en 10 s 08. Le 28 juillet 2010, aux Championnats d'Europe d'athlétisme 2010, il remporte une médaille de bronze à l'épreuve du 100 m avec un temps de 10 s 18. Le second, l'anglais Mark Lewis-Francis termine également en 10 s 18 tout comme les quatrième Francis Obikwelu et cinquième Dwain Chambers. Quatre sprinteurs sont ainsi départagés au millième dont Martial Mbandjock. Le lendemain, il prend la médaille de bronze du 200 m en 20 s 42 et le surlendemain remporte la médaille d'or du relais 4 × 100 mètres (4e relais) en 38 s 11 avec Jimmy Vicaut, Christophe Lemaitre, et Pierre-Alexis Pessonneaux, grâce à son dernier relais déterminant pour remonter l'Italien Maurizio Checcuci nettement en tête au passage du témoin.

### 2011
En 2011, Martial Mbandjock quitte John Smith et décide de rejoindre à Los Angeles le groupe d'entraînement dirigé par l'ancien détenteur du record du monde du 100 mètres Maurice Greene.
Le 20 février, aux Championnats de France en salle d'Aubière, il termine 2e du 60 m avec un temps de 6 s 66, derrière Christophe Lemaitre (6 s 58) et devant Ronald Pognon (6 s 70).
Le 6 mars 2011, au Palais omnisports de Paris-Bercy, il décroche la 5e place en 6 s 61 du 60 mètres des Championnats d'Europe en salle derrière le Portugais Francis Obikwelu (6 s 53), le Britannique Dwain Chambers (6 s 54), le Français Christophe Lemaitre (6 s 58) et l'Italien Emanuele Di Gregorio (6 s 59).
Fin avril, il réalise une performance de 10 s 13 lors des Kansas Relays mais ne parvient pas à améliorer ce temps lors du meeting de Baie-Mahault à Pointe-à-Pitre le 7 mai 2011 (10 s 27). Le 15 mai 2011, il remporte en 20 s 35 le 200 mètres des « Great City Games » de Manchester au cours duquel il devance les trentenaires Kim Collins (20 s 43) et Shawn Crawford (20 s 68), respectivement champion du monde 2003 du 100 m et champion olympique 2004 du 200 m. Cette performance, réalisée en ligne droite dans les rues de Manchester, n'est pas homologuée par la Fédération internationale d'athlétisme.

### 2012
Victime d'une tendinite au tendon d'Achille, il ne prend pas part aux championnats de France d'athlétisme 2012 et ne peut par conséquent se qualifier pour participer aux championnats d'Europe d'athlétisme 2012.

### 2013
Il prend part à quelques compétitions de niveau régional, mais ses résultats n'étant pas au niveau de ses années passées, il prend sa retraite sportive.

## Palmarès

### International
| Date | Compétition                       | Lieu      | Résultat | Épreuve   | Temps   |
| ---- | --------------------------------- | --------- | -------- | --------- | ------- |
| 2007 | Coupe d'Europe                    | Munich    | 2e       | 100 m     | 10 s 29 |
| 2007 | Coupe d'Europe                    | Munich    | 2e       | 4 x 100 m | 38 s 40 |
| 2007 | Championnats d'Europe espoirs     | Debrecen  | 3e       | 100 m     | 10 s 27 |
| 2008 | Coupe d'Europe                    | Annecy    | 2e       | 100 m     | 10 s 25 |
| 2008 | DécaNation                        | Paris     | 1er      | 100 m     | 10 s 21 |
| 2009 | Jeux méditerranéens               | Pescara   | 1er      | 100 m     | 10 s 15 |
| 2009 | Championnats d'Europe par équipes | Leiria    | 4e       | 100 m     | 10 s 27 |
| 2009 | Championnats d'Europe par équipes | Leiria    | 3e       | 200 m     | 20 s 67 |
| 2009 | Championnats d'Europe par équipes | Leiria    | 3e       | 4 × 100 m | 38 s 80 |
| 2010 | Championnats d'Europe par équipes | Bergen    | 1er      | 200 m     | 20 s 55 |
| 2010 | Championnats d'Europe par équipes | Bergen    | —        | 4 x 100 m | DNF     |
| 2010 | Championnats d'Europe             | Barcelone | 3e       | 100 m     | 10 s 18 |
| 2010 | Championnats d'Europe             | Barcelone | 3e       | 200 m     | 20 s 42 |
| 2010 | Championnats d'Europe             | Barcelone | 1er      | 4 × 100 m | 38 s 10 |
| 2011 | Championnats d'Europe en salle    | Paris     | 5e       | 60 m      | 6 s 61  |

### National
- Champion de France du 100 m en 2008, du 200 m en 2009
- Champion de France en salle du 60 m en 2008

## Records
| Épreuve | Temps   | Vent     | Lieu  | Date                    |
| ------- | ------- | -------- | ----- | ----------------------- |
| 60 m    | 6 s 61  | -        | Paris | 5 mars 2011 6 mars 2011 |
| 100 m   | 10 s 06 | +1,7 m/s | Albi  | 25 juillet 2008         |
| 200 m   | 20 s 38 | +1,0 m/s | Nancy | 25 juin 2010            |